# Sant Jaume de Can Ferrer
Sant Jaume de Can Ferrer és una capella del municipi de Tossa de Mar (Selva). Forma part de l'Inventari del Patrimoni Arquitectònic de Catalunya.

## Descripció
És un edifici adossat a un xalet situat a la vora dels penya-segats. L'edifici de què forma part té dues plantes, l'estructura rectangular i la coberta de doble vessant a laterals. La Capella es caracteritza per tenir una sola nau, d'obra de pedra, una torre emmerletada a llevant i una petita estructura de campanar de cadireta a ponent, sobre el frontis. Aquest consta de dues obertures, una porta amb arc de mig punt cec i impostes emergents i convexes i una gran finestra rectangular d'arc rebaixat. Destaca la seva coberta emmerletada i la seva privilegiada situació davant la mar i amb una gran panoràmica sobre la platja i la Vila Vella de Tossa.

## Història
Es tracta d'una capella privada de principis de segle xx. El context històric es caracteritza per sectors socials i econòmics poderosos que mostraven la seva puixança, entre altres formes, fent construccions de segona residència en llocs privilegiats de la costa catalana amb una actitud que es pot qualificar de megalòmana. Des dels anys 80 fins a finals dels 90 estigué abandonat i en procés d'enderrocament a causa d'actes vandàlics. Actualment és propietat d'una societat immobiliària de Barcelona.